# Stéphane Rezanets
Stéphane Rezanets (mentionné entre 1635 et 1680) est un peintre d'icônes mort en 1674, dont la dernière mention du travail date de 1652. 

## Biographie
Stéphane Rezanets travaille à Moscou comme peintre titulaire du Palais des Armures. En 1648, il occupe le poste d'Ivan Païsséine iconographe du tsar. Il peint à fresque le monastère Saint-Sabbas de Storoji avec le peintre Iakov Kazanets.